# Aspin-Aure
Aspin-Aure é uma comuna francesa na região administrativa de Occitânia, no departamento dos Altos Pirenéus. Estende-se por uma área de 12,27 km², Em 2010 a comuna tinha 41 habitantes (densidade: 3,3 hab./km²)..